# Reiner Castro
Reiner Alvey Castro Barrera (Orope, Estado Táchira, Venezuela; 10 de enero de 1994) es un futbolista venezolano que juega como delantero en Deportes Puerto Montt de la Segunda División Profesional de Chile.

## Trayectoria
Comenzó jugando de manera amateur a los seis años en la escuela de fútbol Aldea Acuña, de su natal Orope, haciéndolo como defensa central en un comienzo e incluso de portero pero debido a su baja estatura y buena velocidad además de su capacidad goleadora sería adelantado a los ocho años para jugar como delantero. 
Años después, a los dieciséis, entrenaría por un mes en la sub-16 del Deportivo Táchira, el equipo de sus amores por ese entonces, las cuales abandonaría porque no contaba con los recursos para financiar los traslados entre su hogar y San Cristóbal junto con que no tuvo respuesta definitiva por parte del club sobre su incorporación a las cadetes.
Su siguiente paso en cadetes serían las categorías sub-18 y sub-20 del Atlético La Fría FC donde debutaría como profesional en la Tercera División de Venezuela donde anotaría su primer gol frente al Deportivo JBL del Zulia el 23 de marzo de 2013 en un partido válido por la última fecha al ingresar en el segundo tiempo como volante ofensivo en un encuentro finalizado a un tanto.
Tras su debut pasaría a las filas de la Fundación Atlético El Vigía donde convertiría veintiocho goles en dos temporadas, aunque la segunda sería interrumpida por problemas de su equipo lo que haría que no pudiesen competir en la segunda parte del torneo 2014/15. Gracias a su buen rendimiento individual a comienzos de 2015 a través de Leonel Vielma conseguiría una oportunidad para probarse en el Caracas Fútbol Club y tras anotar cinco goles quedaría en las divisiones inferiores de los capitalinos.
Ya perteneciendo a las filas de Los Rojos del Ávila para el Torneo Adecuación 2015 pasaría a jugar con el Caracas Fútbol Club B debutando en la primera fecha frente al Deportivo Anzoátegui B anotando de inmediato su primer gol. Finalizado aquel torneo que significaría el ascenso de la filial a la Segunda División de Venezuela sería citado al primer equipo para un partido válido por la Copa Venezuela 2015 frente al Deportivo La Guaira donde su equipo quedaría eliminado y no saldría de la banca. La siguiente temporada también la jugaría por el segundo equipo manteniéndose como uno de los puntos altos por lo que tras comenzar la segunda parte de la Segunda División de Venezuela 2016 anotando un gol sería citado al primer equipo debutando en la Copa Venezuela 2016 frente a Tucanes de Amazonas.
Después de su debut en el primer equipo del Caracas Fútbol Club permanecería ahí pese a no haber hecho la pretemporada con ellos convirtiendo su primer gol frente al Zulia FC el 20 de julio durante el Clausura 2016, torneo donde sería una de las grandes revelaciones de la liga siendo además subgoleador del equipo tras Edder Farías y quedando a dos del goleador del torneo, Jefferson Savarino. Para la temporada 2017 bajaría su cuota goleadora pero de igual forma sería parte importante del subcampeonato del Apertura 2017 además lograría jugar por primera vez una copa internacional, la Copa Sudamericana 2017.
Ya catalogado como una de las grandes promesas del fútbol venezolano partiría en calidad de préstamo al Santiago Wanderers para jugar la Primera B de Chile 2018 y en especial la Copa Libertadores 2018. Su debut con los caturros sería en la Supercopa de Chile 2018 donde su equipo caería frente a Colo-Colo para luego ser una alternativa recurrente del técnico Nicolás Córdova anotando su primer gol en tierras chilenas en la derrota de su equipo con cuatro goles contra tres frente a Deportes Copiapó para luego finalizada la primera rueda convertirse en la figura de los porteños, vicegoleador de estos y siendo observado incluso por el seleccionador de su país, Rafael Dudamel.
Tras volver de su préstamo, en febrero de 2019 se anuncia su transferencia a Deportes Temuco de la Primera B de Chile. En el conjunto albiverde se la consolidado como uno de los mejores jugadores de la división, gracias a sus goles y asistencias.
En la temporada 2022, sufrió una campaña bastante irregular de parte del elenco del Pije, la cual culminaría con el equipo instalado en la décima plaza de la tabla de posiciones del Ascenso, a 8 puntos del último clasificado a la Liguilla de Ascenso, Universidad de Concepción. Tras esta campaña desprolija, se inició un éxodo masivo de jugadores importantes del once titular, como Carlos Escobar y Yerko Águila. Tras no haber acercamientos de parte de la dirigencia de Deportes Temuco para tratar una posible renovación, decide firmar su finiquito y se desliga del club.
En diciembre de 2022, encuentra nuevo club, tras ser anunciado como nuevo jugador de Deportes Copiapó para la temporada 2023, quien afrontará su primera campaña en la División de honor del fútbol chileno.

## Estadísticas

### Clubes
| La Fría FC · Venezuela |               |               |    |    |    |    |    |    |    |      |    |
| 3ª | 2012/13       | --            | 1  | -- | -- | -- | -- | -- | 1  | --   |    |
| Total club | Total club    | --            | 1  | -- | -- | -- | -- | -- | 1  | --   |    |
| Vigía FC · Venezuela |               |               |    |    |    |    |    |    |    |      |    |
| 3ª | 2013/14       | --            | 17 | -- | -- | -- | -- | -- | 17 | --   |    |
| 3ª | 2014/15       | --            | 11 | -- | -- | -- | -- | -- | 11 | --   |    |
| Total club | Total club    | --            | 28 | -- | -- | -- | -- | -- | 28 | --   |    |
| Caracas Fútbol Club B · Venezuela |               |               |    |    |    |    |    |    |    |      |    |
| 3ª | 2015          | --            | 2  | -- | -- | -- | -- | -- | 2  | --   |    |
| 2ª | 2016          | 13            | 3  | -- | -- | -- | -- | 13 | 3  | 0.23 |    |
| Total club | Total club    | --            | 5  | -- | -- | -- | -- | -- | 5  | --   |    |
| Caracas Fútbol Club · Venezuela |               |               |    |    |    |    |    |    |    |      |    |
| 1ª | 2016-C        | 21            | 11 | 2  | 0  | -- | -- | 23 | 11 | 0.47 |    |
| 1ª | 2017-A        | 23            | 3  | -- | -- | 2  | 0  | 25 | 3  | 0.12 |    |
| 1ª | 2017-C        | 16            | 1  | 3  | 0  | -- | -- | 19 | 1  | 0.05 |    |
| Total club | Total club    | 60            | 15 | 5  | 0  | 2  | 0  | 67 | 15 | 0.22 |    |
| Santiago Wanderers · Chile |               |               |    |    |    |    |    |    |    |      |    |
| 2ª | 2018          | 31            | 10 | 3  | 1  | 4  | 0  | 38 | 11 | 0.28 |    |
| Total club | Total club    | 31            | 10 | 3  | 1  | 4  | 0  | 38 | 11 | 0.28 |    |
| Total carrera | Total carrera | Total carrera | -- | 59 | 8  | 1  | 6  | 0  | -- | 60   | -- |
| (1) Incluye datos de Copa Venezuela, Supercopa de Chile y Copa Chile. (2) Incluye datos de Copa Sudamericana y Copa Libertadores. (3) No incluye goles en partidos amistosos.. |               |               |    |    |    |    |    |    |    |      |    |

### Resumen estadístico
|                               | Partidos | Goles | Promedio |
| ----------------------------- | -------- | ----- | -------- |
| Primera División de Venezuela | 60       | 15    | 0.25     |
| Segunda División de Venezuela | 13       | 3     | 0.23     |
| Tercera División de Venezuela | --       | 31    | --       |
| Primera B de Chile            | 31       | 10    | 0.32     |
| Supercopa de Chile            | 1        | 0     | 0.00     |
| Copa Venezuela                | 5        | 0     | 0.00     |
| Copa Chile                    | 2        | 1     | 0.50     |
| Copa Sudamericana             | 2        | 0     | 0.00     |
| Copa Libertadores             | 4        | 0     | 0.00     |
| Total                         | --       | 60    | --       |

## Palmarés

### Títulos nacionales
| Título           | Equipo                | País      | Año  |
| ---------------- | --------------------- | --------- | ---- |
| Tercera División | Caracas Fútbol Club B | Venezuela | 2015 |